# Zaniemyśl
Zaniemyśl (em alemão: Santomischel) é uma cidade no centro-oeste da Polônia. Pertence à voivodia da Grande Polônia, no condado de Środa. É a sede da comuna urbano-rural de Zaniemyśl. Fica na estrada provincial n.º 432. O lago Raczyńskie fica ao lado da cidade, a sudoeste.
Estende-se por uma área de 4,7 km², com 2 573 habitantes, segundo o censo de 31 de dezembro de 2021, com uma densidade populacional de 547,4 hab./km².
Zaniemyśl recebeu o foral de cidade em 21 de maio de 1742. Foi privada de seus direitos municipais em 13 de junho de 1934, com a reforma comunal na Segunda República Polonesa, tornando-se temporariamente uma comuna unitária. Em 1 de agosto de 1934, tornou-se a sede da nova comuna coletiva de Zaniemyśl, no condado de Środa, voivodia de Poznań. Durante a Segunda Guerra Mundial, voltou a ser uma cidade até 1948; de 1949 a 1954, novamente na comuna de Zaniemyśl. De 1954–1972 da gromada de Zaniemyśl e, a partir de 1973, da comuna reativada de Zaniemyśl. Em 1975–1998, a cidade pertencia administrativamente à voivodia de Poznań. Em 1 de janeiro de 2025, Zaniemyśl recuperou os direitos de cidade.

## História

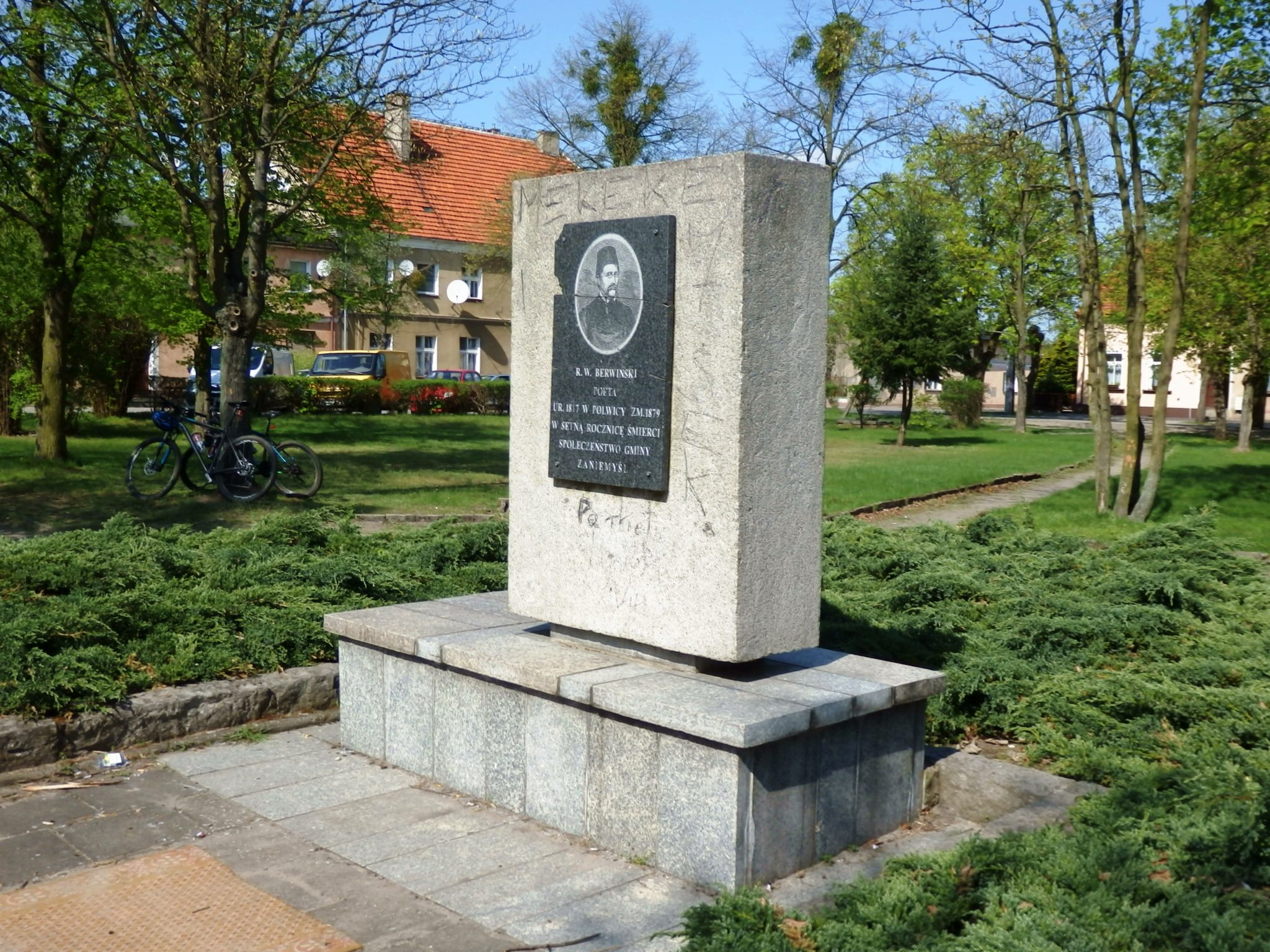
Monumento a Ryszard Berwinski

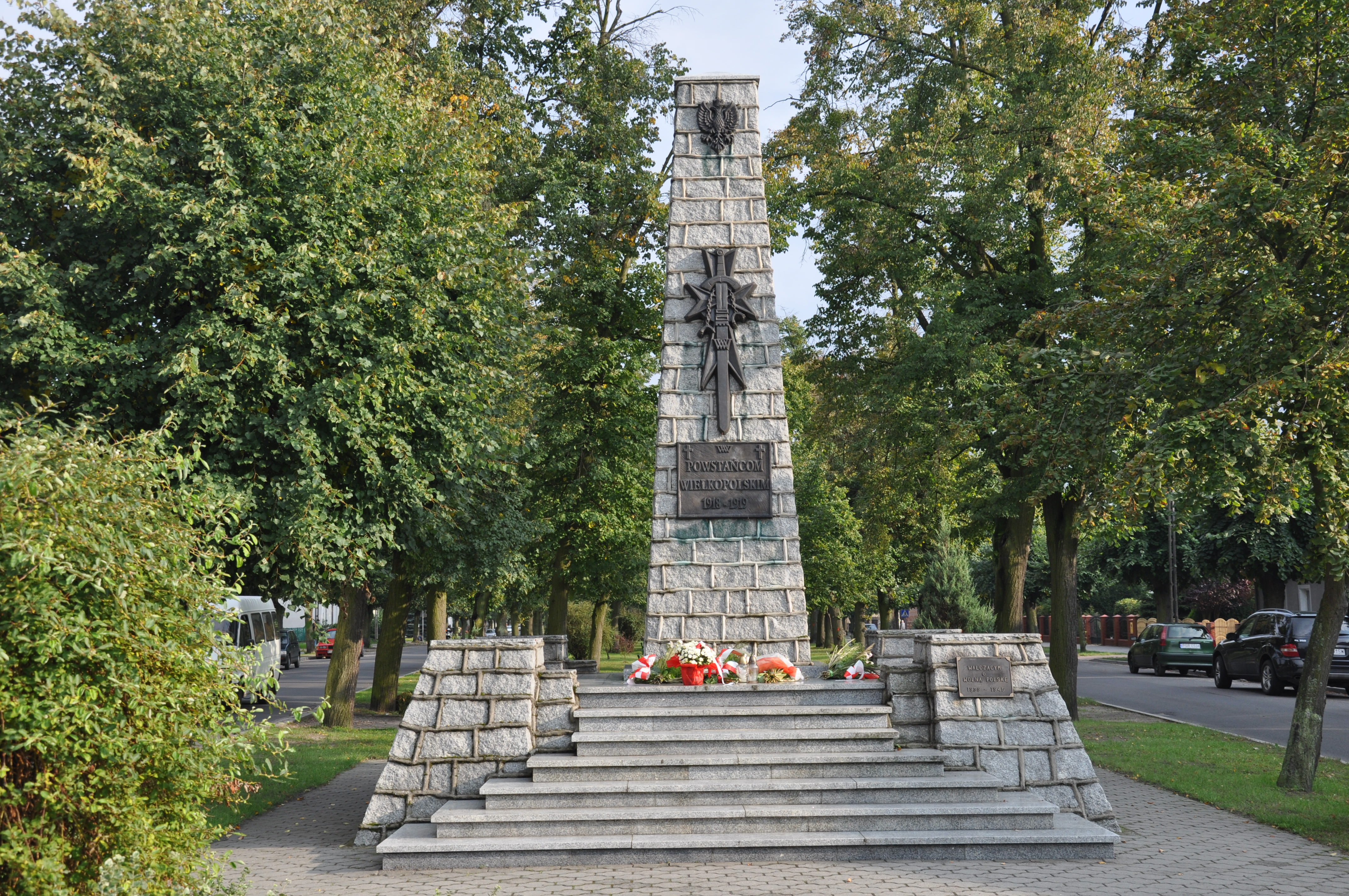
Monumento aos insurgentes

A primeira informação que aparece em documentos é uma referência de 1239 ao vilarejo de Niezamyśl, que mais tarde foi incorporado aos limites de Zaniemyśl. Os primeiros proprietários da propriedade foram a família Doliwa. Em 1331, a população local derrotou um destacamento de 3 mil Cavaleiros Teutônicos aqui (Defesa do Arco do rio Varta). Jan Długosz escreveu em seu Rocznik (Anais) que, naquela ocasião, a população construiu muralhas defensivas entre os lagos. Essas fortificações são chamadas de Barragens de Zaniemyśl.
Em 21 de maio de 1742, graças aos esforços de Mateusz Poniński, o rei Augusto III concedeu direitos de cidade ao assentamento com o nome de Zaniemyśl. O assentamento tinha uma praça de mercado no centro, onde eram permitidas feiras. Em 1815, Edward Raczyński recebeu de Józef Jaraczewski uma ilha chamada Ilha de Edward. Em 1840–1842, a igreja de São Lourenço foi construída, tendo Raczyński e Jaraczewski como fundadores. Na segunda metade do século XIX, o vilarejo de Niezamyśl foi incorporado à cidade. Em 1854–1855, outra igreja, a igreja do Imaculado Coração da Virgem Maria, foi construída. Em 1910, uma ferrovia de bitola estreita foi construída em Zaniemyśl para conectá-la com Środa Wielkopolska.
Em 1918, alguns habitantes de Zaniemyśl e seus arredores participaram da Revolta da Grande Polônia. Vinte anos depois, foi erguido um monumento aos insurgentes da Revolta, destruído pelos alemães e reconstruído em 1999.
Em 1934, Zaniemyśl perdeu seus direitos municipais.
Durante a Segunda Guerra Mundial, muitos habitantes perderam suas vidas lutando contra os ocupantes alemães. Para homenagear aqueles que morreram, foi criada uma vala comum no cemitério de Zaniemyśl e uma pedra com uma placa em homenagem aos soldados do Exército da Pátria do vilarejo.
Após a guerra, Zaniemyśl foi novamente considerada uma cidade, condição que perdeu em 1948. Em 1 de janeiro de 2025, Zaniemyśl recuperou seus direitos municipais.

## Esporte
Zaniemyśl é o lar do clube de futebol UKS Kłos Zaniemyśl criado em 1977. Na temporada 2024/2025 atua na V Liga Red Box, grupo: Grande Polônia II.

## Transporte
A cidade é servida por duas linhas de ônibus para Poznań, operadas pela Kombus (560 e 561), que começam no ponto de ônibus Zaniemyśl/Kościele e terminam na rodoviária Rondo Rataje. Zaniemyśl está localizada na zona tarifária D da ZTM Poznań.
A cidade também é servida por duas linhas de ônibus para Środa Wielkopolska, também operadas pela Kombus (linhas 18 e 19), que partem da rodoviária em Środa Wielkopolska e passam pelas paradas de ônibus Zaniemyśl/Topolowa (somente a linha 19), Zaniemyśl/Kościele, Zaniemyśl/Rynek e Zaniemyśl/Działki (somente a linha 18). Essas conexões são gratuitas.
Zaniemyśl também pode ser acessada a partir de Śrem (linha 17). A linha começa na parada Piłsudzkiego em Śrem e passa pelas paradas: Zaniemyśl-Rynek e Zaniemyśl-Szkoła. Essas conexões são gratuitas.

## Atrações turísticas e culturais
Instalações:
- Ilha Edward,
- Estação ferroviária de Zaniemyśl,[24]
- Avenida Grabowa,
- Igreja de São Lourenço (neogótica, de 1840 a 1842),[25]
- Igreja do Imaculado Coração da Bem-Aventurada Virgem Maria (neo-românica pós-evangélica, de 1854–1855),[25]
- Monumento a Ryszard Berwiński.

Eventos culturais:
- Batalhas marítimas de Zaniemyśl,
- Dia do Viajante de Zaniemyśl,
- Festival da Colheita,
- Festividades para portadores de necessidades especiais
- Torneio de frisbee Winter Unleashed.

Trilhas turísticas:
- Trilha de caminhada vermelha Osowa Góra - Sulęcinek,[26]
- Trilha de caminhada preta n.º 3580 (Majdany-Zaniemyśl).[27][28]